# Бармин, Владимир Валерьевич
Владимир Валерьевич Бармин (род. 12 февраля 1993, Саранск) — российский футболист, полузащитник.

## Биография
Выпускник межрегионального центра подготовки юных футболистов Приволжья «Мордовия». В 2009 году играл в первенстве ЛФЛ за «Мордовию-2». В 2010 году выступал в чемпионате Мордовии за клуб «Цементник-Мордовия» Комсомольский, в сезоне 2011/12 команда под названием «Цементник-Мордовия-д» играла в первенстве ЛФЛ. В сезоне 2012/13 за молодёжный состав «Мордовии» в первенстве России сыграл 28 матчей, забил три гола. Летом 2013 года перешёл в клуб чемпионата Латвии «Юрмала», за который провёл семь матчей. В апреле — мае 2014 года сыграл четыре матча в первенстве ПФЛ за команду «Сызрань-2003», после чего завершил профессиональную карьеру. Играл за любительские команды Саранска «МГПИ-Мордовия» (2014), «РИО» (2015).